# San José de las Colinas
San José de Colinas es un municipio del departamento de Santa Bárbara en la República de Honduras.
Según el último censo del Instituto Nacional de Estadística (INE), San José de Colinas cuenta con una población de 18,791 habitantes. Sin embargo, la proyección de la población del INE para el 2020 es de 19,771 habitantes, siendo su densidad poblacional de 81.88/km² por cada habitante. Tiene un alto porcentaje de población rural de 72.9%, mientras que su población urbana es el 27.1%. La población menor de un año asciende a 368 habitantes con una tasa de natalidad de 21.
La distancia (en kilómetros) entre San José de Colinas y las principales ciudades del país:
- Santa Rosa de Copán : 158 km
- Tegucigalpa: 156 km
- El Progreso: 67 km
- Choloma: 74 km
- Puerto Cortés: 98 km
- La Ceiba: 278 km
- Choluteca: 224 km
- Juticalpa: 228 km
- Catacamas: 259 km
- Tela: 122 km
- Comayagua: 95 km
- Villanueva: 44 km
- Olanchito: 191 km
- Siguatepeque: 70 km
- Santa Cruz de Yojoa: 43 km

## Toponimia
Al sitio primeramente se le denominó San Antonio del nombre de Dios de Tamagazapa.
El municipio de San José de Colinas está ubicado con una altura de aproximadamente 460 metros sobre el nivel del mar (MSNM). El clima del municipio es tropical variable. Actualmente el municipio cuenta con 36 aldeas (la aldea el Rosario está en proceso de delimitación territorial con el municipio de Trinidad), 138 caseríos y 11 barrios. Está organizado en 49 patronatos, 38 en el área rural y 11 en el casco urbano.

## Límites
El municipio de San José de Colinas, se encuentra ubicado en el departamento de Santa Bárbara, en la parte occidental de Honduras, su localización geográfica es en el centro del departamento contando con una extensión territorial de 242.6 km².
Además usa de frontera municipal los Río Jicatuyo y Río Ulua.
| Orientación | Límite                                    |
| ----------- | ----------------------------------------- |
| Norte       | Municipios de Trinidad, Santa Bárbara     |
|             | Municipios de San Luis, Santa Bárbara     |
| Sur         | Municipio de Nuevo Celilac, Santa Bárbara |
| Sur         | Municipio de Gualala, Santa Bárbara       |
| Sur         | Municipio de Santa Bárbara, Santa Bárbara |
| Este        | Municipio de Trinidad, Santa Bárbara      |
| Este        | Municipio de Ilama, Santa Bárbara         |
| Oeste       | Municipio de San Luis, Sasnta Bárbara     |

La extensión territorial es de 247.0 km².

## Historia
El municipio de San José de Colinas se erigió como aldea el 14 de enero de 1801 con el nombre de Tamagazapa que en mexicano significa "Río del dios Thaloctlamecazqui". 
El 28 de enero de 1812 se le concedió la categoría de municipio, con el nombre de con el nombre de Nueva Florida de San José, mediante Decreto Legislativo n.º 84 bajo el gobierno del Dr. Miguel Paz Baraona. Luego fue cambiado al actual  "San José de Colinas".
Decreto # 84
EL CONGRESO NACIONAL. CONSIDERANDO: Que los pueblos de Trinidad y San José de Colinas, en el departamento de Santa Bárbara, han alcanzado mediante su desarrollo agrícola y comercial, un puesto brillante entre las poblaciones de aquella región del país y que con el tiempo su progreso tomará mayor incremento, por su proximidad a la Costa Norte de la República.
DECRETA: Artículo 1. Elévense a la categoría de ciudades los pueblos de: Trinidad y San José de Colinas, en el Departamento de Santa Bárbara. Dado en Tegucigalpa en el Salón de Sesiones a los dieciocho días del mes de marzo de mil novecientos veintiséis. V. Callejas, Presidente.- G.A. Castañeda S., Secretario. J.M. Albir, Secretario. Al Poder Ejecutivo POR TANTO: Ejecútese. Tegucigalpa, 23 de marzo de 1926. M. Paz Barahona. El Secretario de Estado en el Despacho de Gobernación, Justicia y Sanidad; José María Casco.
Lleva el nombre por su patrón San José y por estar rodeado por pequeñas lomas y cerros. Su feria patronal se celebra del 15 al 22 de marzo, día de San José.

## Economía
La actividad económica del municipio se centra en la agricultura. Sus principales cultivos son: granos básicos, caña de azúcar, café, caña de azúcar, frutas y hortalizas. La ganadería se basa en el ganado equino, vacuno, caprino, porcino y en la avicultura. Además sus pobladores se dedican a la elaboración artesanal de alimentos varios, de sombreros y otras manualidades de junco.

###### Atractivos Turísticos
Entre otros sitios sobresale el Centro Turístico y balneario el Manantial, en la zona también se encuentra una enorme cueva con estalactitas que datan de tiempos prehistóricos.

## División Política
Código RNP: 1606
Código Secretaría de Gobernación y Justicia: 1619
Categoría Secretaría de Gobernación y Justicia: C
Categoría Estrategia para la Reducción de la Pobreza: B

###### Aldeas
32 (2013)
- 160601	San José de Colinas
- 160602	Agua Helada
- 160603	Cacahulapa
- 160604	El Ceibón
- 160605	El Encanto
- 160606	El Jicaral
- 160607	El Pacayalito
- 160608	El Pastorero
- 160609	El Pinabete
- 160610	El Porvenir o El Zapote
- 160611	El Triunfo
- 160612	Fundaciones
- 160613	La Alianza
- 160614	La Comunidad
- 160615	La Isla
- 160616	La Libertad
- 160617	La Nueva Florida
- 160618	La Unión
- 160619	Laguna Colorada
- 160620	Laguna Inea
- 160621	Las Joyas
- 160622	Loma Larga
- 160623	Nueva Esperanza
- 160624	Peña Blanca
- 160625	Piedra Grande
- 160626	San Francisco del Carrizal
- 160627	San José de Colón
- 160628	San Luis del Pacayal
- 160629	San Luis Planes
- 160630	San Miguel de Lajas
- 160631	Santa Cruz Cuchilla
- 160632	Victoria

###### Caseríos
1. Victoria
2. Cerro Los Rincones
3. La Quebrada
4. Los Brazos
5. San Juan de Jicatuyo
6. Tomagazapa
7. La Quinta
8. Agua Helada Abajo
9. Agua Helada Arriba
10. El Alto
11. El Embosque
12. Los Plancitos
13. Los Silicios
14. Cacahulapa
15. El Progreso
16. Brisas Del Progreso
17. El Ceibón
18. Agua Helada
19. El Cerro
20. El Guaco
21. El Jicaral N.º 2
22. El Portillo
23. La Hacienda
24. Plan del Ojo de Agua
25. Arenera
26. El Pacayalito
27. El Pinabetón
28. Nueva Esperanza
29. Los Naranjos
30. Los Puentecitos
31. El Ocotillal
32. El Descoyolar
33. El Pastoreo N.º 2
34. El Hato
35. El Patrón
36. La Ciénega
37. La Galera
38. Las Trojas
39. Llano del León
40. La Cuesta
41. Pinabete
42. El Anillal
43. El Ceiba
44. El Cerro
45. Los Caballeros
46. Los Martínez
47. El Zapote
48. El Silar
49. Loma de La Puerta
50. Mata Piojos
51. Monte El Padre
52. Selema
53. Asentamiento Campesino
54. El Triunfo
55. Los Castellanos San José del Triunfo
56. Los Hernández
57. San José del Triunfo
58. Solares
59. El Llano
60. Las Crucitas
61. Las Urupas
62. La Alianza
63. Cantiles
64. Malcote
65. Laguna Grande
66. La Comunidad
67. Corralitos
68. El Cordelín
69. El Portillo
70. El Salitre
71. San Vicente
72. El Casposo
73. El Sarro
74. La Isla N.º 2
75. La Ceiba
76. Los Barreales
77. Quecoa
78. La Antena
79. El Tablón
80. La Barquera
81. La Cebadilla
82. Los Pozos
83. La Huerta
84. El Tule
85. El Jobo
86. Ojos de Agua
87. El Ocote Rayo
88. La Vizcaína
89. La Nueva Florida
90. La Cuesta
91. La Punta
92. La Loma
93. La Unión
94. Plan del Águila
95. Terrero Negro
96. Laguna Colorada
97. El Arenal
98. El Monteado
99. El Plantón
100. Laguna Inea
101. Monte Vista
102. Juncalitos
103. Las Joyas
104. La Curtiembre
105. Nueva Esperanza
106. Plan del Burro
107. Cruz Roja Alemana
108. Piedra Grande
109. El Barandillal
110. El Jaboncillo
111. Los Cones
112. San Francisco del Carrizal
113. La Chorrera
114. La Misión
115. Quebrada de En medio
116. El Derrumbo
117. Joya Verde
118. San Luis del Pacayal
119. El Guijo Abajo
120. Las Cañadas
121. San Luis Planes
122. El Naranja
123. San Miguel de Lajas
124. Brisas del Ulua
125. Desvío de Colinas
126. El Socorro
127. El Tabacal
128. Paso de Gualala
129. El Puente
130. Las Lajitas
131. El Carrizal
132. Victoria
133. La Chorrera
134. Los Ocotones

## Hidrografía

###### Quebradas
1. El Derrumbo
2. Agua Helada
3. La Vieja
4. El Nisperal
5. El Chirigual
6. El Dormitorio
7. El Guijo
8. El Terrero
9. Mescales
10. Seca
11. Agua Caliente
12. Pinuelas
13. Yalapa
14. Las Milpas

###### Ríos
1. Río Ulua
2. Río San Juan
3. Río Agua Caliente
4. Río Jicatuyo
5. Río Pasto
6. Río Pescado

## Orografía

###### Montañas
1. Montaña Chimizales

###### Cerros
1. El Guaro
2. El Picachito

## Flora
La mayoría del territorio de San José Colinas lo forman tierras de Altura, presenta bosques de confieras en un 90% formando de Pino y Pinabete y el 10% restante por bosque de Hoja Ancha como ser Roble, Caoba, San Juan y Cordoncillo.

## Fauna
En los cerros y montañas se encuentra una gran variedad de especies como ser aves, serpientes, conejos, ardillas, tacuacines, gatos de monte, Tepezcuintle entre otros.

## Suelo
El suele es fértil apto para el cultivo de café, plátanos cítricos y granos básicos además un porcentaje del suelo mayormente cerca de los ríos es apto para la extracción de arena graba y piedra.

## Salud
Centros de Salud. Cuenta con 3 CESAMO, y 1 CESAR. Un 92.5% cuenta con acceso a agua potable mejorada

## Educación
En el municipio se cuenta con 45 Centros de Educación Prebasica, 10 de Educación Básica, 2 Centros de Educación Media, 28 Centros Educativos CCEPRED.

## Servicios
El municipio cuenta con carreteras en buen estado gran parte del año, se cuenta con el servicio de internet, telefonía móvil y fija, Correo Nacional, Oficina de Hondutel. En cuanto a Energía Eléctrica un 90% de la población del municipio posee este servicio.

## Cultura
El Municipio se encuentra lleno de cultura su gente cada año celebra su feria patronal del 15 al 22 de marzo en honor a San José.